# Antonio Lieto
Antonio Lieto (18 dicembre 1983) è un informatico e scienziato cognitivo italiano.
Afferisce, come docente di Informatica, all'Università di Salerno ed è un ricercatore associato presso l'Istituto di Calcolo e Reti ad Alte Prestazioni (ICAR) del Consiglio Nazionale delle Ricerche specializzato in architetture cognitive e modelli computazionali della cognizione, ragionamento di senso comune (o non monòtono) e modelli di rappresentazione mentale, e tecnologie persuasive. Ha insegnato Intelligenza Artificiale e "Design and Evaluation of Artificial Cognitive Systems" (corso di dottorato) presso il Dipartimento di Informatica dell'Università di Torino, Informatica presso l'Università di Genova e Sistemi Cognitivi presso la Open University of Cyprus.

## Carriera e contributi
Prima dell'incardinamento, avvenuto presso l'Università di Torino, ha conseguito il dottorato di ricerca presso l'Università degli Studi di Salerno con una tesi in rappresentazione della conoscenza.
I suoi contributi principali si collocano nell'ambito dei modelli artificiali di ispirazione cognitiva, della cibernetica, delle tecnologie persuasive e degli aspetti epistemologici riguardanti il ruolo esplicativo di sistemi artificiali per l'analisi del rapporto mente-macchina.
È stato l'ideatore e sviluppatore del sistema di categorizzazione DUAL PECCS in grado di combinare, in una architettura duale, sia ragionamenti basati su prototipi che strategie basate su esemplari mediante l'integrazione degli spazi concettuali di Peter Gärdenfors con ontologie di grandi dimensioni come Cyc. Tale sistema è stato utilizzato per estendere le capacità di categorizzazione di diverse architetture cognitive. È stato anche ideatore della "Minimal Cognitive Grid": uno strumento metodologico per classificare la capacità esplicativa di sistemi artificiali biologicamente e cognitivamente ispirati, e, insieme a Gian Luca Pozzato, di una logica descrittiva probabilistica e non monotòna nota come TCL (Typicality-based Compositional Logic), utilizzata per la generazione automatica di nuova conoscenza in sistemi artificiali tramite i meccanismi di fusione e combinazione di concetti.
Nell'ambito delle tecnologie persuasive ha mostrato, con Fabiana Vernero, come argomentazioni riducibili a fallacie logiche rappresentino una tipologia di tecniche persuasive ampiamente adottate sia nelle tecnologie web che in applicazioni su dispositivi mobili. Un rapporto del 2021 della RAND Corporation ha mostrato come l'uso degli argomenti paralogici proposti da Lieto e Vernero rappresenti una delle strategie retoriche per la persuasione automatizzata utilizzata dai servizi di intelligence russi per influenzare il discorso online e diffondere informazioni sovversive in Europa.

## Riconoscimenti
Nel 2020 è stato nominato ACM Distinguished Speaker dall'Association for Computing Machinery (è stato il quarto ricercatore italiano ad aver ricevuto tale nomina). Nel 2018 è stato insignito del "Outstanding Research Award" dalla società americana BICA (Biologically Inspired Cognitive Architecture Society) per il suo contributo nell'area dei sistemi artificiali di ispirazione cognitiva. È stato vicepresidente dell'Associazione Italiana di Scienze Cognitive. È vicedirettore della rivista internazionale Journal of Experimental and Theoretical Artificial Intelligence (Taylor & Francis), membro del comitato scientifico della rivista Cognitive Systems Research (Elsevier), membro del comitato tecnico dell'IEEE sul tema "Cognitive Robotics" e membro eletto del Direttivo Scientifico dell'Associazione Italiana per l'Intelligenza Artificiale..

## Posizioni
È stato tra i primi a evidenziare come i modelli linguistici generativi, come GPT-3, LaMdA e chatGPT, abbiano dei limiti fondazionali rispetto alla capacità di comprendere effettivamente il testo che generano (es. non discriminano tra vero e falso), e ha assunto una posizione critica, vicina a quella del filosofo John Searle, rispetto alla possibilità che questi sistemi possano mai diventare senzienti e dotati di coscienza.

## Pubblicazioni
Lieto è autore del libro "Cognitive Design for Artificial Minds" (Routledge, Taylor & Francis), inserito dalla piattaforma Bookauthority tra i 12 migliori libri di sempre relativi al tema della progettazione di sistemi intelligenti ed entrato a far parte del catalogo della Library of Congress di Washington. È stato editor di molti volumi collettanei nelle sue aree di competenza.

### Libri editi (selezione)
- Atti del 7th International Workshop on Artificial Intelligence and Cognition, Manchester, Regno Unito, 10-11 settembre 2019. CEUR Workshop Atti 2483, CEUR-WS.org 2019 (a cura di Angelo Cangelosi e Antonio Lieto). http://ceur-ws.org/Vol-2483/
- Atti del 1st International Workshop on Cognition and Artificial Intelligence for Human-Centred Design (CAID 2017 @IJCAI) @ IJCAI 2017, Melbourne, Australia, 19 agosto 2017. Atti del seminario CEUR, vol. 299 (a cura di Mehul Bhatt e Antonio Lieto). http://ceur-ws.org/Vol-2099/
- Atti del 6th Workshop on Computational Models of Narrative, CMN 2015, Atlanta, USA. Serie ad accesso aperto in informatica [OASics] vol. 45.: Schloss Dagstuhl – Leibniz-Zentrum für Informatik GmbH, Dagstuhl 2015 (a cura di Mark Finlayson, Antonio Lieto, Ben Miller, Rémi Ronfard). https://drops.dagstuhl.de/opus/volltexte/2015/5360/pdf/oasics-vol45-cmn2015-complete.pdf
- Artificial Intelligence and Cognition. Atti del Primo Workshop Internazionale AIC 2013" (2013) Atti del seminario CEUR, vol. 1100, pp. 1–145. 2013 (a cura di Antonio Lieto e Marco Cruciani).

### Principali pubblicazioni
- Analyzing the Explanatory Power of Bionic Systems With the Minimal Cognitive Grid" 2022. Lieto, A. (2022). Frontiers in Robotics and AI, 9, https://doi.org/10.3389/frobt.2022.888199
- A Storytelling Robot Managing Persuasive and Ethical Stances via ACT-R: An Exploratory Study. Augello, A, Città, G., Gentile, M. Lieto, A. (2021). International Journal of Social Robotics, 1-17. DOI: https://doi.org/10.1007/s12369-021-00847-w
- "A commonsense reasoning framework for explanatory emotion attribution, generation and re-classification." Lieto, Antonio, Gian Luca Pozzato, Stefano Zoia, Viviana Patti, and Rossana Damiano. Knowledge-Based Systems 227 (2021): 107166. https://doi.org/10.1016/j.knosys.2021.107166
- A Description Logic Framework for Commonsense Conceptual Combination Integrating Typicality, Probabilities and Cognitive Heuristics". Lieto, A., Pozzato G., (2020). Journal of Experimental and Theoretical Artificial Intelligence, 32 (5), 769-804.
- The knowledge level in cognitive architectures: Current limitations and possible developments. Lieto, A., Lebiere, C., & Oltramari, A. (2018). Cognitive Systems Research, 48, 39-55.
- Dual-PECCS: a cognitive system for conceptual representation and categorization. Lieto A., Radicioni, D. P., & Rho, V. (2017). Journal of Experimental and Theoretical Artificial Intelligence, 29(2), 433-452.
- Conceptual spaces for cognitive architectures: A Lingua Franca for different levels of representation. Lieto, A., Chella, A., & Frixione, M. (2017). Biologically Inspired Cognitive Architectures, 17, 1-9.
- A common-sense conceptual categorization system integrating heterogeneous proxytypes and the dual process of reasoning. Lieto, A., Radicioni, D. P., & Rho, V. (2015). In Twenty-fourth international joint conference on artificial intelligence.
- Influencing the Others' Minds: An Experimental Evaluation of the Use and Efficacy of Fallacious-Reducible Arguments in Web and Mobile Technologies. Lieto, A., Vernero, F. (2014). PsychNology Journal. 12 (3): 87–105.